# Консонантно-вокалическое письмо
Консона́нтно-вокали́ческое письмо́ (от лат. consonant — «согласная буква» и vocalem — «гласная буква») — тип письма, в котором буквы обозначают как гласные, так и согласные звуки. В письме в целом соблюдают соответствие «одна графема — одна фонема».
Именно консонантно-вокалические письменности являются типичными алфавитами, поэтому нередко такой тип именуют просто «алфавитом», хотя последние включают также консонантную и слоговую письменности.

## Примеры
- агванское письмо
- анбур
- армянское письмо
- греческое письмо
- грузинское письмо
- глаголица
- кириллица
- коптское письмо
- латиница
- руны
- хангыль